# Aedes coulangesi
Aedes coulangesi é um espécie de mosquito do género Aedes, pertencente à família Culicidae.